# 美洲狼鱸

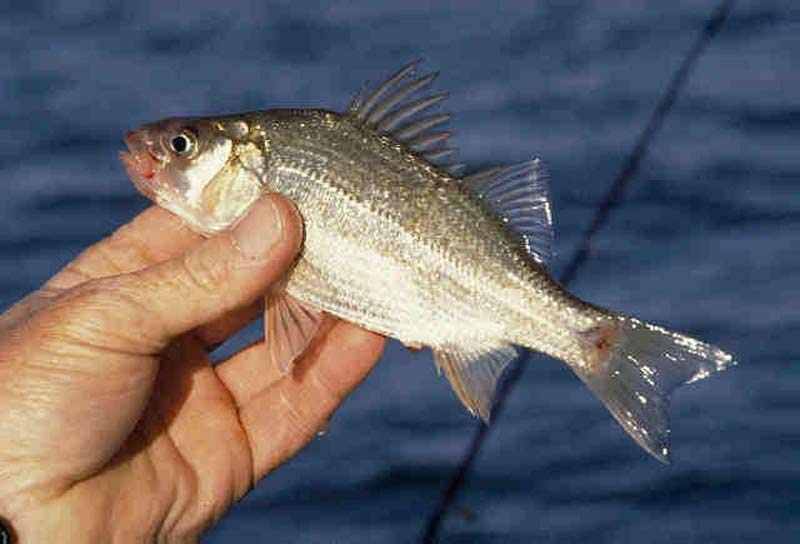

美洲狼鱸為輻鰭魚綱鱸形目鱸亞目狼鱸科的一種，為溫帶魚類，分布於北美洲加拿大聖羅倫斯河、安大略湖至美國南卡羅來納州Peedee河淡水、半鹹水及海域，體長可達70公分，棲息在沿岸底層水域，會進行洄游，生活習性不明，可做為食用魚、觀賞魚及遊釣魚。

## 擴展閱讀
維基物種上的相關：美洲狼鱸